# Piuí ocraci
El piuí ocraci (Contopus ochraceus) és un ocell de la família dels tirànids (Tyrannidae).

## Hàbitat i distribució
Habita els boscos de les muntanyes del centre de Costa Rica i, potser, l'oest de Panamà.